# Jean Louis Petit

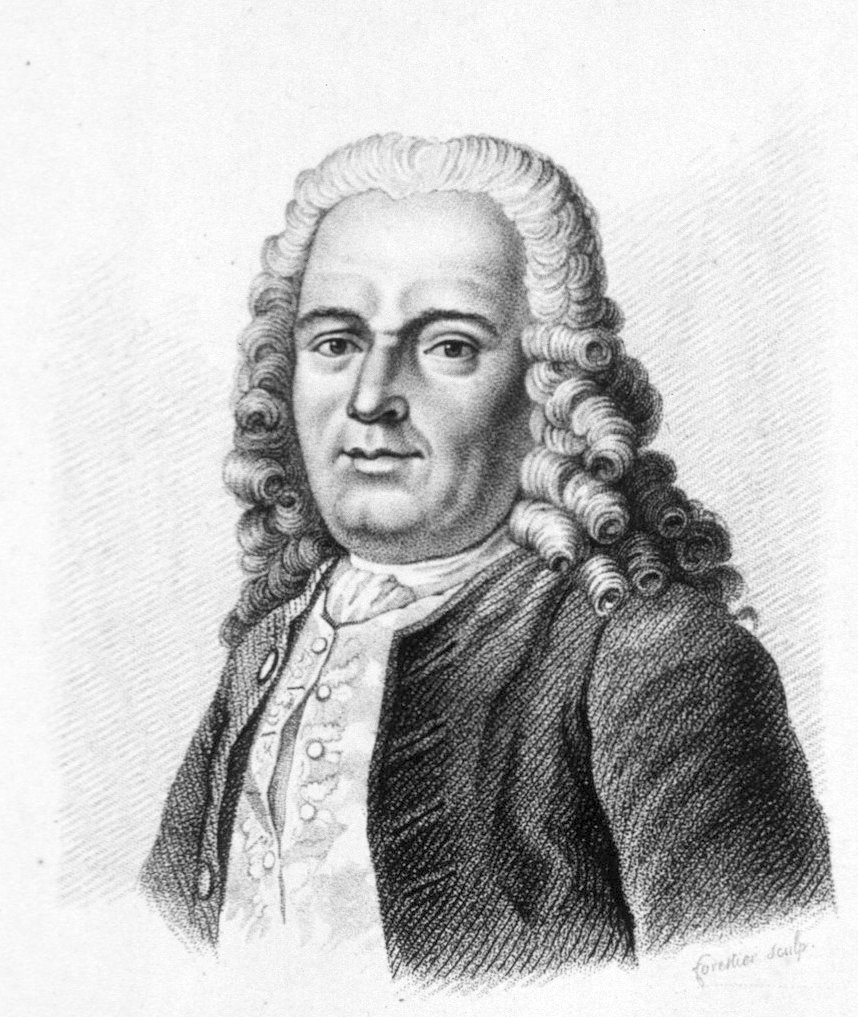
Jean-Louis Petit

Jean Louis Petit, född 13 mars 1674 i Paris, död där 20 april 1750, var en fransk kirurg.
Petit visade tidigt intresse för läkekonst, lärde anatomi hos Alexis Littré, som bodde hos hans far. Han framställde redan i tolvårsåldern föreläsningspreparat och undervisade studerande. Han inträdde i hären som kirurg 1692, blev 1697 hjälpkirurg vid sjukhuset i Tournai, återkom 1700 till Paris och blev där maître en chirurgie. Han började nu hålla privatföreläsningar, och dessa blev snart så berömda, att de lockade studerande från en rad länder. Detta rykte befästes ytterligare, då han utsände L'art de guérir les maladies des os (1705), vilken kom i en mängd nya utgåvor, även efter att den omarbetats och fått titeln Traité des maladies des os, dans lequel on a représenté les appareils et les machines qui conviennent à leur guérison (1723).
Petit utnämndes 1715 till medlem av Académie des sciences, upptogs senare i Royal Society, och då Academie royale de chirurgie stiftades, 1731, blev han dess direktör. Petit kallades 1726 till kungen av Polen, och 1734 till den spanske kungen. År 1744 utbad den preussiske kungen sig hans hjälp vid valet av kirurger till hären. 
Petit reformerade kirurgin på många områden. Han uppfann en skruvtourniquet, angav (det Petitska) cirkelsnittet vid amputation, metoder för behandling av tårfistlar, avsliten hälsena, benbrott och luxationer, samt trepanation av mastoidutskottet, bråckoperation utan öppning av bråcksäcken och mycket annat. Efter honom är ländgropen, trigonum lumbale Petiti, uppkallad. Skriften Traité des maladies chirurgicales et des opérations qui leur conviennent utgavs postumt (1774–90) av De Lesne.